# تپه چغابور
تپه چغابور مربوط به دوره کالکولتیک ـ مفرغ ـ تاریخی ـ قرن ۵ تا ۷ ه.ق است و در شهرستان رومشکان، بخش مرکزی، روستای چقابور  واقع شده و این اثر در تاریخ ۸ بهمن ۱۳۸۵ با شمارهٔ ثبت ۱۷۰۹۸ به عنوان یکی از آثار ملی ایران به ثبت رسیده است.